# Massakren i Ludlow
Massakren i Ludlow var et massedrab begået under den såkaldte "Colorado Coalfield War", en strid mellem kulmineejere og -arbejdere i den amerikanske delstat Colorado i 1913-1914. Soldater fra Colorados Nationalgarde og private vagter ansat af Colorado Fuel and Iron Company (CF&I) angreb en teltkoloni med omkring 1.200 strejkende kulminearbejdere og deres familier i byen Ludlow den 20. april 1914. Omkring 21 mennesker, inklusive nogle minearbejderes koner og børn, blev dræbt. John D. Rockefeller, Jr., som var medejer af CF&I, og som kort inden havde optrådt i en høring i den amerikanske kongres om strejkerne, blev i vide kredse beskyldt for at have orkestreret massakren.

## Kulminestriden i Colorado
Massakren var en afgørende begivenhed i den strid, der på engelsk betegnes Colorado Coalfield War 1913-1914, og som begyndte med en generalstrejke organiseret af United Mine Workers of America mod dårlige arbejdsforhold i CF&I's kulminer i det sydlige Colorado. Strejken blev organiseret af minearbejdere, der arbejdede for Rocky Mountain Fuel Company og Victor-American Fuel Company. Ludlow var den mest dødbringende enkeltbegivenhed under "krigen" og gav anledning til en ti dage lang periode med voldsepisoder i hele Colorado. Som gengældelse for massakren ved Ludlow begik grupper af bevæbnede minearbejdere hærværk mod snesevis af de virksomheder, der bekæmpede fagforeninger, og deltog i flere træfninger med Nationalgarden i et område fra Trinidad til Louisville. Fra strejkens begyndelse i september 1913 til USA's hær greb ind efter præsident Woodrow Wilsons ordre den 29. april 1914, blev anslået 69 til 199 mennesker dræbt under strejken. Historikeren Thomas G. Andrews har kaldt det den "dødeligste strejke i USA's historie."

## Konsekvenser
Ludlow-massakren var et skelsættende øjeblik i det amerikanske arbejdsmarkeds historie. Kongressen reagerede på den offentlig vrede over massakren og igangsatte en undersøgelse af begivenhederne. Undersøgelsens rapport, der blev offentliggjort i 1915, medførte, at der blev sat gang i lovgivning om børnearbejde og en otte timers arbejdsdag. Ludlow-byområdet og den tilstødende placering af teltkolonien, 29 km nordvest for Trinidad, Colorado, er nu en spøgelsesby. Stedet, hvor massakren fandt sted, ejes i dag af United Mine Workers of America, der har rejst et mindesmærke i granit til minde om de døde. Ludlow-teltkolonien blev udpeget som et nationalt historisk vartegn den 16. januar 2009 og indviet den 28. juni 2009.